# مينو غيفو
مينو غيفو (بالإنجليزية: Mino, Gifu)‏ هي مدن اليابان تقع في اليابان في غيفو (محافظة).  يقدر عدد سكانها بـ 22,447 نسمة .

## أعلام
- تشيونه سوغيهارا
- كوتا أوجي